# El espíritu del vino
El espíritu del vino es el título del tercer álbum de estudio del grupo español Héroes del Silencio. Se grabó en los estudios Gallery en Chertsey (Surrey), bajo la producción musical de Phil Manzanera, y fue mezclado en los Metropolis Studios de Londres. Se presentó simultáneamente para toda Europa en Berlín, Alemania, el 3 de junio de 1993.

## El disco

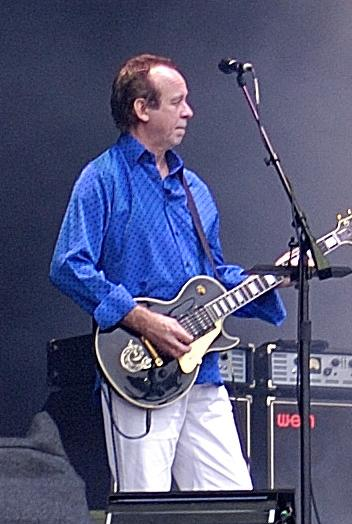
Phil Manzanera, productor de El espíritu del vino.

El disco cuenta con un sonido más «tradicionalmente» roquero que los trabajos anteriores, inspirándose en el rock and roll de los años 60 y 70. También importante para el sonido del disco fue la influencia del productor Phil Manzanera. Se agregaron al repertorio sónico pianos y hammond a cargo de Copi Corellano, mientras que el propio Manzanera se encargó de la guitarra rítmica.
Las letras se tornaron mucho más complejas, lo que sería la seña de identidad del grupo. En conjunto es un disco complejo, extenso, barroco, experimental. A menudo se identifica este álbum con los excesos que rodearon esta etapa del grupo; de hecho la gira que lo llevaría al directo sería bautizada como "Camino del Exceso".
El título ha sido atribuido a la inspiración surgida en un momento en el que la agrupación se encontraba en pleno estado de ebriedad, aunque también es posible que sea una referencia al poema "El alma del vino" de Charles Baudelaire. Las letras son el claro reflejo de ello, y han sido identificadas las drogas, los sueños y la poesía simbólica. 
En la edición LP el formato fue de disco doble, y en la edición CD, un disco con 16 temas. Fue número uno en España y alcanzó el número nueve en Alemania, su mayor éxito allí. También fue, debido a su complejidad instrumental, un álbum en que fue necesaria la presencia de una segunda guitarra, puesto que le fue asignado al guitarrista mexicano Alan Boguslavsky, como apoyo a Juan Valdivia.

## Estética

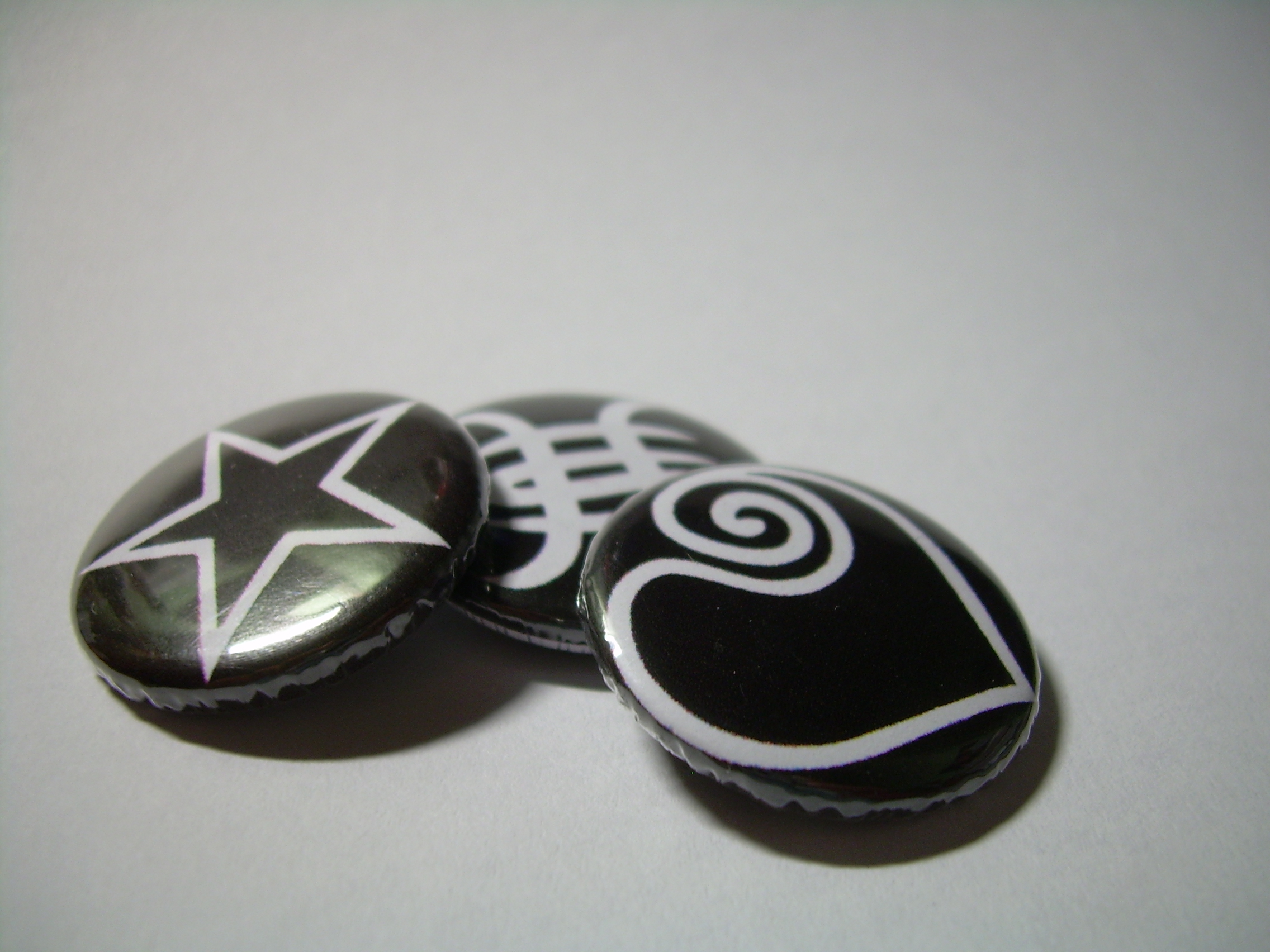
Algunos de los símbolos creados para el disco. De izquierda a derecha: la estrella que representa a Pedro Andreu, el logotipo del grupo, y un corazón con una espiral, símbolo de Enrique Bunbury.

### Simbología
El espíritu del vino fue un álbum con un diseño muy cuidado y concreto. Se encargó este apartado al estudio de diseño Pedro Delgado, que ya se había encargado del diseño de discos de otros artistas españoles, que adaptó las ideas del grupo al cuadernillo del disco.
En la portada se evitó incluir la imagen del grupo, optando por una fotografía de la calle Alfonso de Zaragoza distorsionada tras una bola de cristal, todo ello enmarcado en símbolos de influencia oriental y con predominio del color rojo.
Por otro lado se creó un anagrama para cada tema, relacionado con el mismo pero sin obviar su significado, y un símbolo representativo de cada miembro del grupo (ya utilizados en Senda 91), así como la imagen representativa de Héroes, consistente en una "H" y una "S" superpuestas que se convertiría en el logotipo definitivo de la banda.

### Imagen
Este trabajo también supuso un notable cambio en la imagen del grupo; si en anteriores promociones la imagen de Héroes del Silencio respondía a un prototipo más roquero, con El espíritu del vino llegan notables cambios, personalizados sobre todo en la figura de su líder Enrique Bunbury, con un aspecto menos heavy y más sofisticado y evolucionado: cambia las botas militares por botines, los pantalones de cuero ahora son de corte y con campana, chaquetas de corte, y desaparecen la cinta del pelo y las cadenas. El resto del grupo aparece también en una línea similar.

## Nuevo integrante
Debido a la gran complejidad musical del disco, y sobre todo de cara a la gira, se hizo necesaria la presencia de un nuevo guitarrista de apoyo para Juan Valdivia. El elegido fue el mexicano Alan Boguslavsky, nacido en Los Ángeles y con una amplia experiencia en grupos de su país, a quien la banda había conocido en una gira anterior, y que se integró inmediatamente en el proyecto.

## Ventas
El espíritu del vino marcó un hito dentro de la música en español, al conseguir ser disco de oro en España -donde inmediatamente fue n.º 1 de ventas-, Alemania, Suiza y México.
Cinco sencillos fueron extraídos de este álbum, los temas "Nuestros nombres", "La herida", "Los placeres de la pobreza", "La sirena varada" y "Flor de loto".

## Listado de canciones
Todas las canciones escritas por E. Bunbury, J. Valdivia, P. Andreu, J. Cardiel.
| N.º | Canción                     | Duración |
| --- | --------------------------- | -------- |
| 1.  | Nuestros nombres            | 5:57     |
| 2.  | Tesoro                      | 2:19     |
| 3.  | Los placeres de la pobreza  | 4:58     |
| 4.  | La herida                   | 6:54     |
| 5.  | La sirena varada            | 4:15     |
| 6.  | La apariencia no es sincera | 7:01     |
| 7.  | Z                           | 0:55     |
| 8.  | Culpable                    | 5:59     |
| 9.  | El camino del exceso        | 5:35     |
| 10. | Flor de loto                | 6:18     |
| 11. | El refugio interior         | 1:29     |
| 12. | Sangre hirviendo            | 5:11     |
| 13. | Tumbas de sal               | 4:32     |
| 14. | Bendecida 2                 | 0:36     |
| 15. | Bendecida                   | 5:58     |
| 16. | La alacena                  | 3:43     |

## Sencillos
| N.º | Canción                    | Fecha de publicación |
| --- | -------------------------- | -------------------- |
| 1.  | Nuestros nombres           | Mayo de 1993         |
| 2.  | La herida                  | Septiembre de 1993   |
| 3.  | Los placeres de la pobreza | Enero de 1994        |
| 4.  | La sirena varada           | Marzo de 1994        |
| 5.  | Flor de loto               | Junio de 1994        |

## Videoclips
| N.º | Canción                    | Año de Publicación | Descripción |
| --- | -------------------------- | ------------------ | --- |
| 1.  | Nuestros nombres           | 1993               | Lugar de grabación: Desierto de Los Monegros y algunas localizaciones del Pirineo de Huesca. Dirección: Jorge Ortiz de Landázuri y Pite Piñas, Realización: Video Inferno, ISRC: ES-108 93 0001-0 |
| 2.  | La herida                  |                    | Lugar de grabación: Teatro Principal de Zaragoza. Dirección: Jorge Ortiz y Pite Piñas, Realización: Video Inferno, ISRC: ES-108 93 0006-0                                                         |
| 3.  | Los placeres de la pobreza |                    | Lugar de grabación: Durante la gira "El Camino del Exceso". Dirección: Jorge Ortiz, Realización: Jorge Ortiz, ISRC: ES-108 96 0009-0                                                              |
| 4.  | La sirena varada           | 1994               | Lugar de grabación: En una antigua cartuja de Talamanca de Jarama y en una playa de Villajoyosa (Alicante). Dirección: John Clayton, Realización: Video Inferno, ISRC: ES-108 94 0001-0           |
| 5.  | Flor de loto               |                    | Lugar de grabación: Exteriores de México, Túnez y Marruecos. Dirección: Jorge Ortiz, Realización: Jorge Ortiz, ISRC: ES-108 96 0010-0                                                             |

## Créditos
Héroes del Silencio
- Enrique Bunbury - Voz
- Joaquín Cardiel - Bajo
- Pedro Andreu - Batería
- Juan Valdivia - Guitarra

Producción y músicos invitados
- Copi Corellano - Piano, órgano Hammond.
- Phil Manzanera - Producción, guitarra rítmica.
- David Nicholas - Ingeniería y mezcla.
- Ash Howes, Charles Rees - Asistentes de producción
- Antonio Díaz, Jhon Stoddart - Fotografía